# Józef Jeżowski
Józef Jeżowski (ur. ok. 1793, zm. 16 sierpnia 1855 w Kuryłówce) – polski filolog klasyczny, poeta, tłumacz, członek założyciel i prezes Towarzystwa Filomatycznego (1817).
Szkołę średnią ukończył w Humaniu, na Cesarskim Uniwersytecie Wileńskim studiował filologię klasyczną. W 1824 roku został uwięziony i skazany na przymusowy wyjazd w głąb Rosji. Od 1829 roku pracował na Uniwersytecie w Kazaniu jako profesor, był także wykładowcą Uniwersytetu Moskiewskiego.
Wydawca Horacego: Ody celniejsze z objaśnieniami, Wilno 1821–1823; Dodatek do Horacjusza „Ód celniejszych”, Wilno 1824; Odyseja Homera (po łacinie) z komentarzami, 1828.
Wróciwszy z zesłania zamieszkał na Ukrainie Naddnieprzańskiej, w powiecie kaniowskim.
Przyjaźnił się z Adamem Mickiewiczem, którego gościł w swoim wileńskim mieszkaniu przez dwa tygodnie sierpnia 1820 r., oraz Tomaszem Zanem.